# Сааремаа
Са́аремаа (эст. Saaremaa, до 1918 года — Э́зель (нем. Ösel), ранее также Са́рема (Sarema), Ку́рре-Са́ар (эст. Kurre-saar, Kurre-Saar), Ку́рре (эст. Kurre) — самый большой остров Эстонии и Моонзундского архипелага. Четвёртый по величине остров Балтийского моря после островов Зеландия, Фюн и Готланд. Площадь — 2673 км² при населении менее 34 тыс. человек. Входит в сеть программы ЮНЕСКО «Человек и биосфера». Его полуостров Сырве (Сырвесяр, эст. Sõrve poolsaar) является западной границей Рижского залива. 
В административном отношении входит в состав уезда Сааремаа. 

## Происхождение названия
Первое упоминание топонима Сааремаа с ясным значением на эстонском языке относится к 1490 году (Sarma), при этом с XIII–XIV веков известны такие названия как Zareleyne и Sarelayne. 
В переводе с эстонского Saaremaa означает «Островная земля». В древнескандинавских сагах (IX—XI века) остров Сааремаа упоминается как исл. Eysýsla — от ey «остров» и sýsla «округ». Отсюда немецкое и шведское названия острова — Эзель (Ösel) и латинское Osilia. 
В Новгородской первой летописи упоминается Островъская земля. 
Когда-то название Эзель (Сааремаа) обозначало весь Моонзундский архипелаг, а остров называли Курре-саар; часть kurg (род. пад. — kure- ~ kurre-) означает «журавль», saar — «остров», то есть «Журавлиный остров».
Возможно и другое объяснение происхождения названия острова: он находится к северу от Ирбенского пролива, на эстонском языке называемого Kura kurk, а за проливом в средние века были земли куршей. На существование древнерусского названия-кальки Островъ указывает упоминание в грамотах титула бискупъ Островский — епископ острова Эзель. Ещё одно название острова — Русел — встречается в середине XVII века в записках голландца Николааса Витсена «Путешествие в Московию».

## География и описание

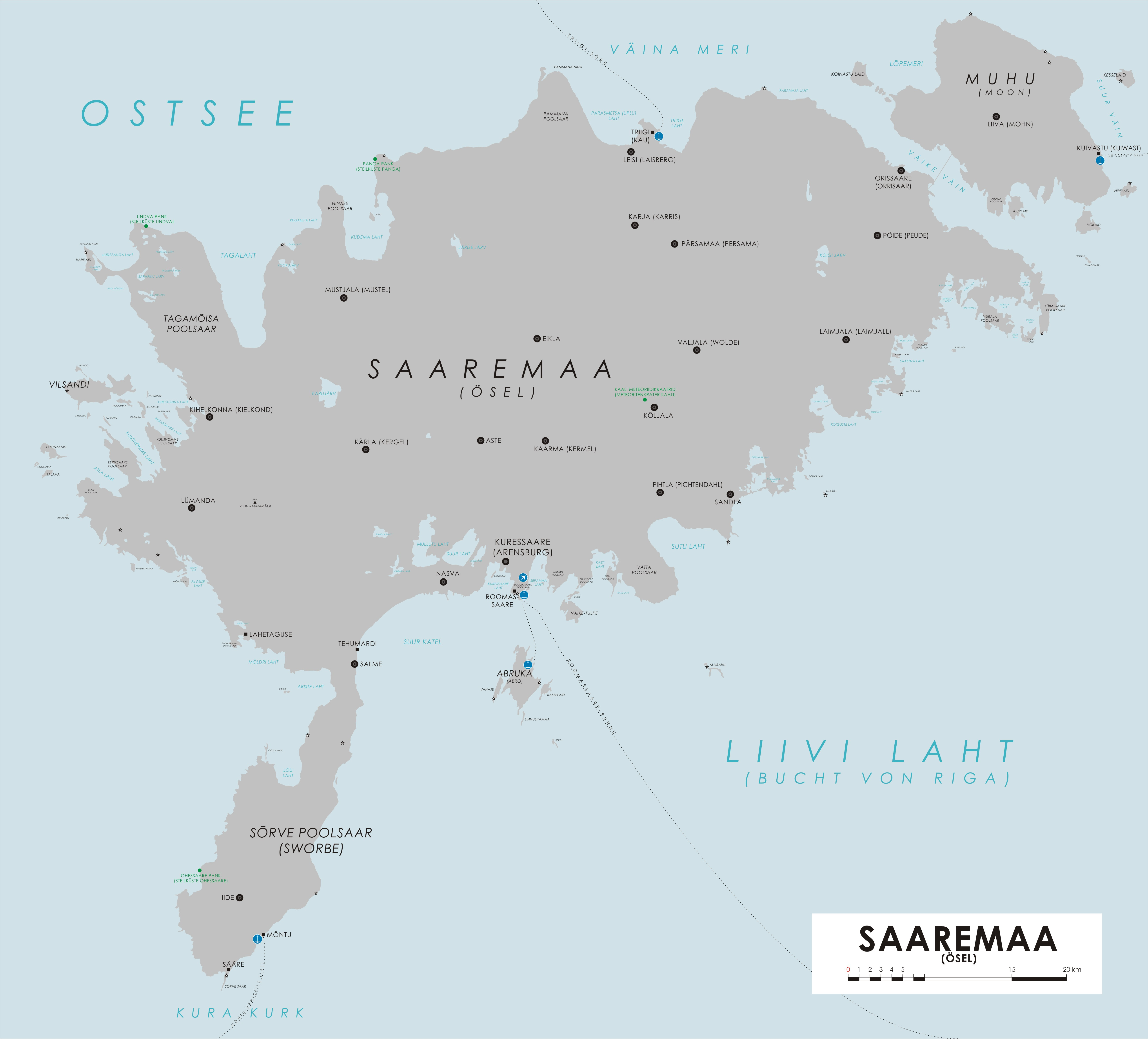
Карта острова Сааремаа

Размер острова с севера на юг около 88 километров, с запада на восток — 90 километров. Сааремаа соединён с соседним островом Муху дамбой через пролив Вяйке-Вяйн, по которой проложена дорога. Между островом Муху (порт в посёлке Куйвасту) и материком (порт в посёлке Виртсу) налажена паромная переправа. Столица острова и уезда — город Курессааре, с населением около 16 тысяч жителей, стоящий в одноимённой бухте на юге острова. Второй по величине населённый пункт острова — Ориссааре на северо-востоке. Второй по величине эстонский остров Хийумаа лежит в 6 км севернее самой северной точки Сааремаа, полуострова Паммана.
Береговая линия острова составляет 854 км и изрезана далеко выдающимися в море полуостровами. Остров окружён малыми островами (710). Полуостров Сырве выдаётся на 30 км в Рижский залив и заканчивается в самой южной точке архипелага, в деревне Сяэре, отмеченной 52-метровым маяком, построенным в 1960 году.
Побережье острова представляет собой по большей части каменистые пляжи. Местами встречаются каменные обрывы, как, например, 22-метровый отвесный обрыв Панга в бухте Кюдема или обрывистый берег Ундва, находящийся на полуострове Тагамыйза на северо-западе острова.
Ландшафт Сааремаа в основном равнинный, самая высокая точка — холм Раунамяги высотой 54 метра, находящийся возле Кихельконна на западе острова, в основанном в 1957 году заповеднике Вийдумяэ. Как и материковая Эстония, остров покрыт большим количеством лесов, которые составляют до 40 % его площади. Крупнейшими озёрами являются Суур-Лахт (эст. Suurlaht Большой залив), Муллуту-Лахт вблизи Курессааре и Каруярв (эст. Karujärv Медвежье озеро) вблизи Кярла. Геологический интерес представляет добываемый в каменоломнях возле Каарма доломит.
Ещё в поздний ледниковый период архипелаг был покрыт толстым слоем льда, создававшим огромное давление на земную кору, за счёт которого поверхность острова была вдавлена. После того, как лёд растаял, это давление исчезло и начался продолжающийся и по сей день подъём поверхности, составляющий около 2 мм в год. Средняя высота острова над уровнем моря составляет примерно 15 метров.

## Климат
Вследствие своего положения в восточной части Балтийского моря Сааремаа находится в умеренной климатической зоне и имеет мягкий морской климат. На острове довольно длинное тёплое лето и мягкая зима; сильные ветры являются причиной частой смены погоды и сильных осадков (>50 мм) преимущественно в осенние и зимние месяцы.
Средняя температура июля и августа составляет 16–20 °C, иногда достигает 25 °C. Февраль, средняя температура которого −4 °C, является самым холодным месяцем на острове Сааремаа.

## Флора и фауна

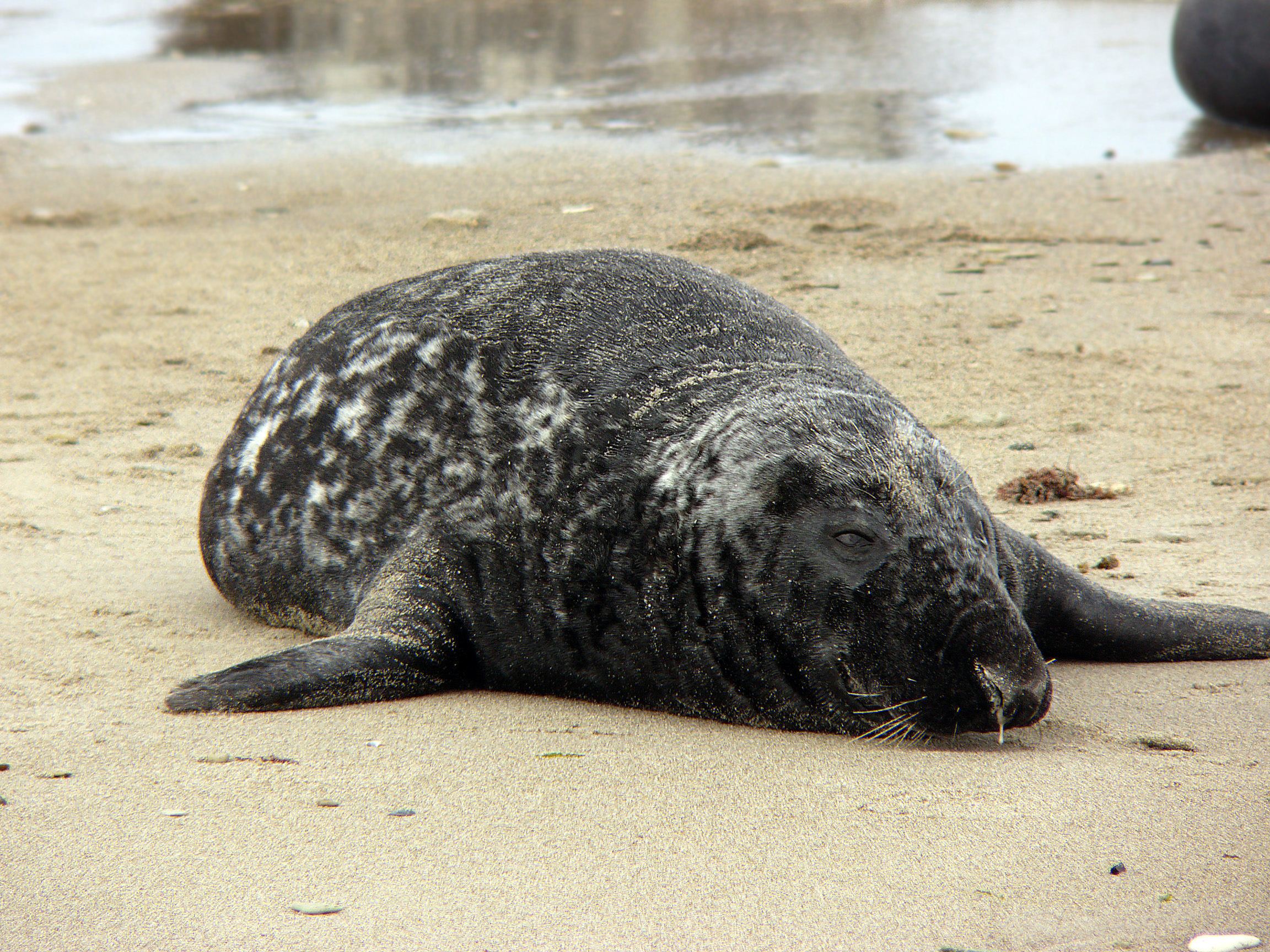
Длинномордый тюлень

На острове представлена богатая флора и фауна, что обусловлено мягким морским климатом. Около 80 % встречающихся в Эстонии видов растений находят и на островах. Примерно 120 из имеющихся видов растений защищаются государством. Наиболее известным из редких видов растений является цветущий в болотистых низинах сааремааский погремок (Rhinanthus osiliensis) и пальчатокоренник эзельский (Dactylorhiza osiliensis). Вдобавок к тому здесь растут 35 из встречающихся в Эстонии видов орхидей.
На Сааремаа представлен также богатый животный мир, в прибрежных водах живёт много видов тюленей. Кроме того, острова лежат на пути перелёта многих видов птиц, для которых Сааремаа служит местом отдыха осенью и весной. Среди видов птиц, останавливающихся на острове, казарки и гагары. Однако животный мир на материке всё же богаче, например, на островах лишь изредка можно встретить бурого медведя или рысь. На острове также есть страусиная ферма.

## История
Самые древние следы пребывания человека на Сааремаа относятся к IV тысячелетию до нашей эры. В начале II тысячелетия, когда Сааремаа стал одним из маакондов древней Эстонии, на острове было 6 крупных крепостей: Каарма, Кихелконна, Лихулинн, Муху, Пёйде и Вальяла.

### Эпоха викингов
В сагах упоминаются многочисленные стычки между жителями Сааремаа и викингами. Остров был богатейшей землёй древней Эстонии и базой эстонских пиратов, называемых иногда восточными викингами. Хроника Ливонии Генриха Латвийского сообщает об их флоте из 16 кораблей и 500 человек, опустошающем земли на юге современной Швеции, в то время (XII век) датские. В хронике интересным выглядит момент, когда тевтоны, саксоны, фризы и ливы напали на эстов, то жители острова приплыли наводить порядок и завалили камнями устье Дюны[уточнить], хотя на тот момент на них никто не нападал.
На территории бывшей волости Салме обнаружено крупное захоронение эпохи викингов.

### Католическая колонизация
В 1193 году папа Целестин III объявил крестовый поход против прибалтийских язычников с целью обратить их в католичество или вывести из-под влияния православия.
В 1204 году папа Иннокентий III уполномочил лундского архиепископа объявлять крестовые походы в Прибалтику, создав своеобразный противовес растущему влиянию Рижской епархии в этом регионе.
В 1206 году король датский Вальдемар II с армией высадился на острове и предпринял безуспешную попытку основать там крепость.
В 1209 году начинается проникновение ливонских миссионеров на земли эстов. В том же году немецкие крестоносцы вместе с латгалами предпринимают поход на эстов.
В конце 1214 года немцы начинают большую войну за Эстляндию (1214—1224) с похода в Вик (Роталия, Ляэнемаа).
В 1215 году немцы совершают поход в Сакала , на который эсты отвечают походами в Ливонию из Эзеля и Вика, из Сакала и Уганди. Затем немцы предпринимают три опустошительных похода на Уганди.
Зимой 1215/1216 года немцы проводят крестовые походы на Роталию и Эзель. Полоцкое княжество начинает подготовку к большому контрнаступлению в Ливонии, которое не состоялось из-за смерти князя Владимира весной 1216 года.
Летом 1222 года датчане высаживаются на Эзеле.
В начале 1223 года разгорается большое антинемецкое восстание эстов: они захватывают Феллин и Дерпт и обращаются за военной поддержкой к Новгородской республике, получая её согласно заключённому тогда же договору. После недолгого владения Юрьевом (Дерптом), отбитым немцами весной 1224 года, новгородцы подписывают с ливонцами мирный договор и отказываются от претензий на Эстляндию. Тем не менее Эзель ещё остаётся непокорённым.
В 1225 году в Ригу прибывает папский легат Вильгельм Моденский. Во время объезда колонизованных территорий в крепости Оденпе его посетили послы датчан из Ревеля и эстонцы из Поморья. Первые пожаловались ему «на свои бедствия и войны», а приморские эстонцы, «всегда воевавшие с датчанами», сообщили о готовности «отдать под его власть свои земли и области, как они всегда предлагали и рижанам, лишь бы получить защиту от датчан и эзельцев».
По возвращении в Ригу легат «отправил послов к датчанам и эзельцам, предлагая прекратить войну, принять от него мир и подчиниться его предписаниям». Меченосцы из Оденпе поняли это буквально и осенью 1225 года захватили все датские владения на севере Эстонии. 28 апреля 1226 года папский легат направился на Готланд собирать крестоносное войско для покорения Эзеля. В походе согласились участвовать только немцы Висбю. Местные жители Готланда (готы) и датчане отказались. Поход на остров состоялся в начале 1227 года, местные жители были обращены в христианство, а на их земле было образовано Эзель-Викское (Леальское) епископство, которое включило Эзель с соседними островами и Приморье (Вик). Это епископство было включено в диоцез Рижского.
Но и после этого эзельцы продолжали бунтовать. В конце 1240 года папа Григорий IX по просьбе Ливонского ордена объявил крестовый поход против воюющих эстов с острова Эзель, завершившийся подписанием договора в 1241 года.

### Восстание Юрьевой ночи
23 апреля 1343 года началось восстание Юрьевой ночи (эст. Jüriöö ülestõus) — национально-освободительное движение 1343—1345 годов за освобождение земель эстов от германско-датского ига. Летом 1343 года восставшие эсты обратились за помощью к Псковской республике, также страдавшей от германских крестовых походов, несмотря на то, что Русь официально обратилась в христианство даже раньше, чем скандинавские страны. Но псковский отряд из 5000 человек опоздал, попав в засаду и потеряв в сражении около 1500 воинов, и восстание закончилось поражением.
Жители Эзеля восстали 26 мая 1343 года, изгнав немецких феодалов со своей земли и осадив замок Вейсенштейн. Несмотря на то, что ещё в феврале 1344 года их вождь Вессе был схвачен и казнён, они оказывали сопротивление крестоносцам вплоть до февраля 1345 года.
Восстание отражено в Новгородской первой летописи: «В лѣто 6852. Бысть мятежь за Наровою великъ: избиша Чюдь своихъ бояръ земьскых, и въ Колываньскои земли и в Ругодивьскои волости, 300 их; потом Вперёдних велневицѣ съ юрьевци и избиша Чюди 14000, а избытокъ убѣжа в Островьскую землю; тамо по них ходиша велневици въ Островьскую землю, их же не взяша, но сами биты отъидоша». Это означает, что после разгрома остатки эстов отошли в Островьскую землю, то есть на Эзель.

### Новое время
После датской Реформации, бывшей переходом от католицизма к лютеранству, в королевствах, управляемых датским Ольденбургским домом, верховная власть немцев закончилась в 1559 году, когда остров Эзель был продан датскому королю.
В 1645 году по Брёмсебрускому договору Эзель  перешёл более чем на полвека во владение Швеции.
В 1710 году, во время Северной Войны войска Петра I завоевали Эзель и присоединили его к Русскому царствуВ В 1711 году Эзель перешёл в ведение Рижского генерал-губернатора, а с 1740 по 1765 год был провинцией, подчинявшейся непосредственно центральному правительству. 
В 1719 году близ острова произошёл Эзельский бой между русским и шведским флотами, закончившийся убедительной победой русских. 
В 1785 году на Эзель был командирован Карл Николаевич Пауль-де-Шардон для снятия ситуационного плана крепости и составления подробного описания острова.
В 1919 году было подавлено вооружённое выступление населения островов Сааремаа и Муху против эстонского правительства и остзейского дворянства.
Остров Сааремаа как стратегически важное место был территорией больших боевых сражений во время Первой и Второй мировых войн. C октября 1917 по ноябрь 1918 года Сааремаа находился под германской оккупацией. .
Перед присоединением Эстонии к Советскому Союзу власти Эстонии были вынуждены предоставить СССР право на размещение гарнизонов и сооружение военно-морских баз на островах Моонзундского архипелага.

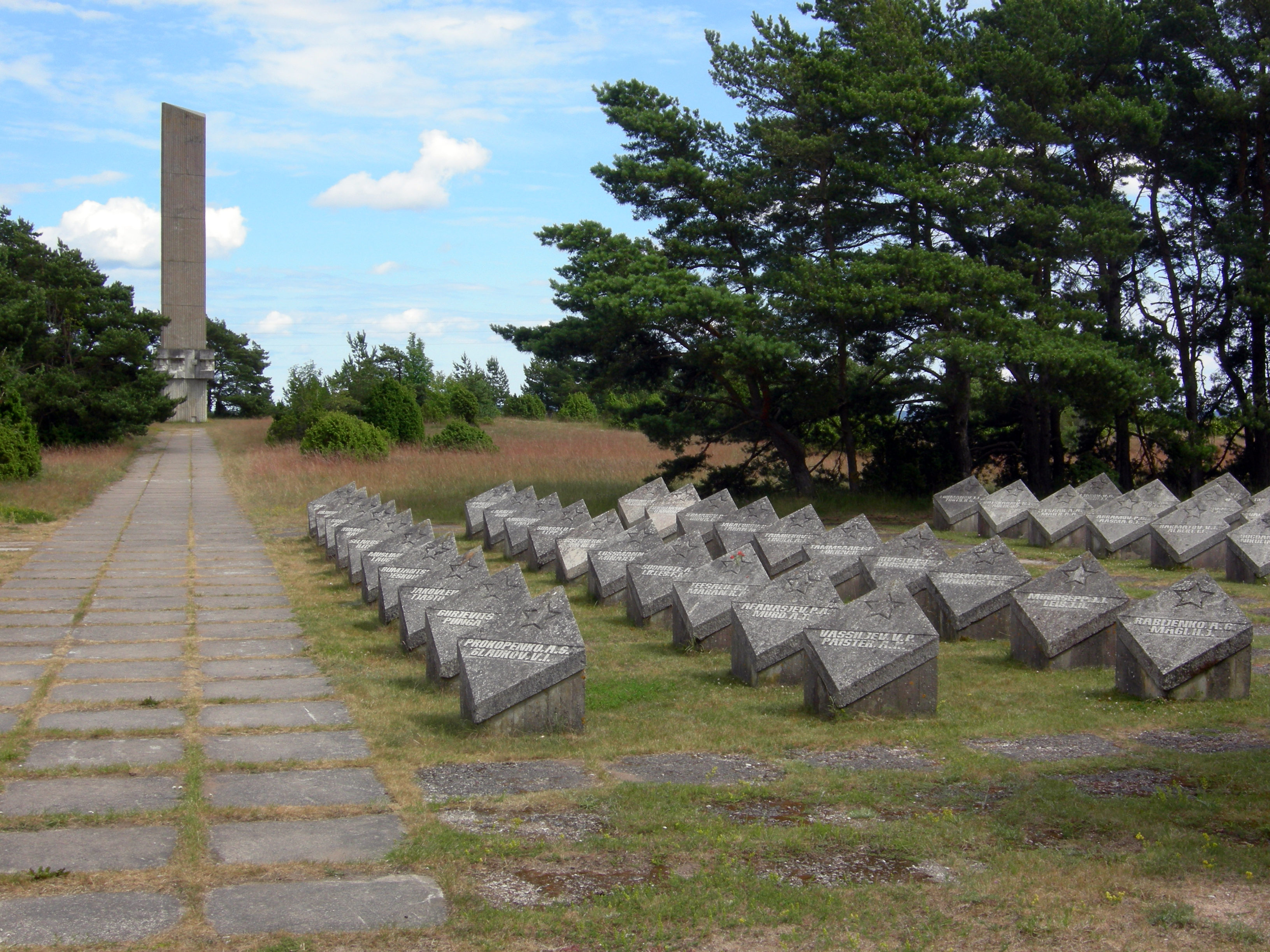
Мемориал советским воинам в Техумарди. Памятные плиты советским воинам ликвидированы в 2024 году

В годы Второй мировой войны столица острова, город Курессааре, была сильно разрушена. Советские войска обороняли острова с 6 сентября по 22 октября 1941 года, после чего вынуждены были их оставить.
В период с 8 августа по 5 сентября 1941 года с островов архипелага советские бомбардировщики совершили первые воздушные налёты на Берлин.
Немецкие войска высадились на Сааремаа в сентябре 1941 года. В ночь на 3 октября 1941 года с острова были эвакуированы остатки советских войск. С 8-го по 9-е октября 1944 года на острове произошло одно из жесточайших сражений Второй мировой войны, ставшее завершением первого этапа Моонзундской операции. Остров был полностью занят советскими войсками 24 ноября 1944 года.
В 1949 году за два дня с острова Сааремаа было депортировано в глубь России 1028 человек, из них 307 детей.
После выхода Эстонии из состава СССР остров вошёл в состав независимой Эстонии.

## Население

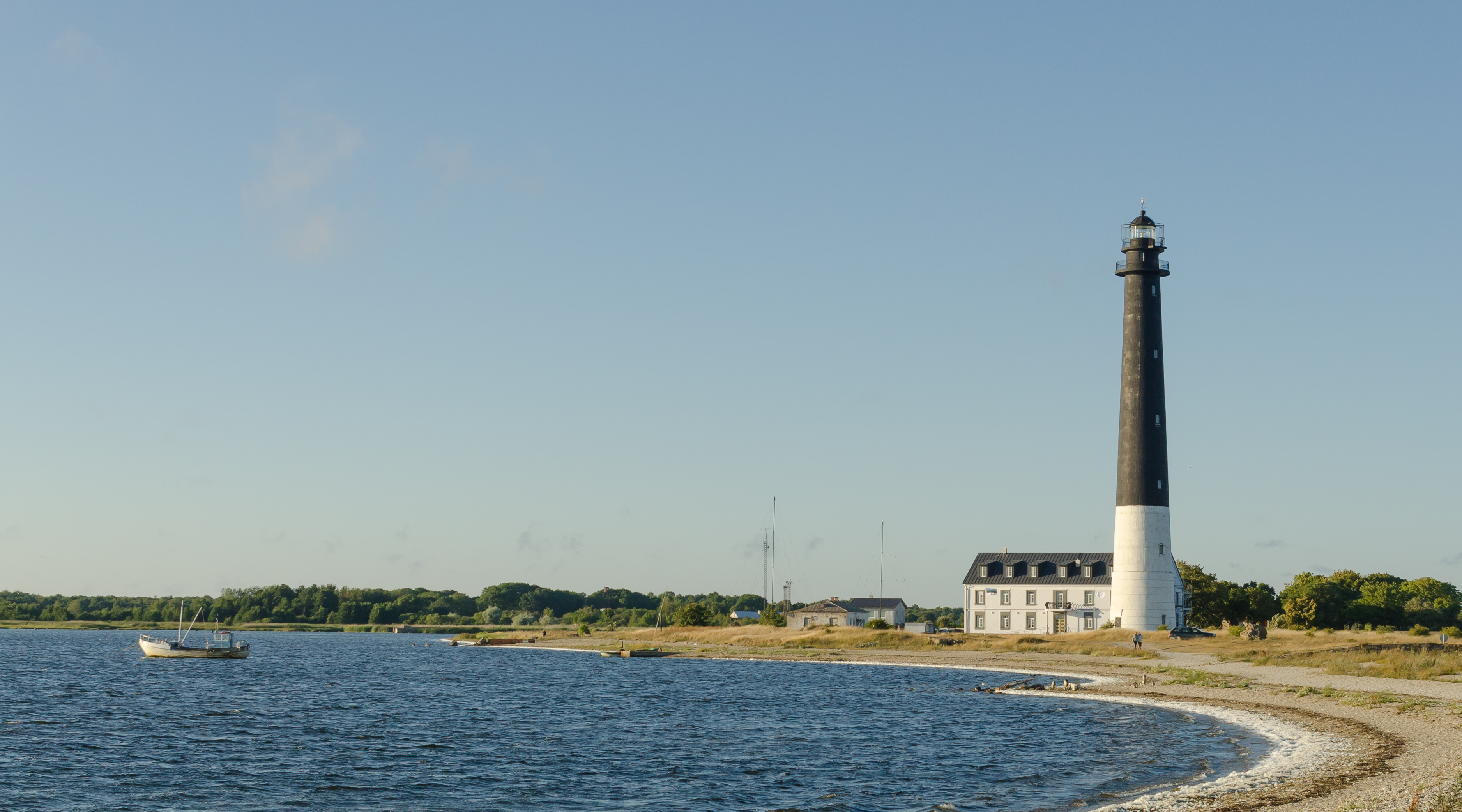
Маяк Сырве

В 1941 году в уезде Сааремаа, который включает в себя непосредственно остров Сааремаа и малые острова вокруг него, проживали 48 525 человек.
В 2007 году остров населяло 34 978 человек, что составляло примерно 3 % населения Эстонии. Из-за естественной убыли и миграционного оттока численность населения сокращается: в 2010 году на Сааремаа осталось лишь 32 800 жителей.
За счёт изолированного положения острова демографический состав его населения почти не изменился за время нахождения Эстонии в составе СССР. В 2010 году 98 % населения составляли эстонцы, 1,2 % русские, около 0,2 % украинцы и финны. Распространены эстонский, русский и финский языки. Религия — лютеранство, православие.
По состоянию на 1 января 2018 года в волости Сааремаа насчитывалось 31 205 жителей, на 1 января 2025 года — 30 121 житель.
Жителей острова называют сааремасцами (эст. saarlased, са́аремасцы, м.р. — са́аремасец, ж.р. — са́аремаска), также иногда сааремаасцами (сааремаасцы, м.р. — сааремаасец, ж.р. — сааремааска).

## Экономика
Основные отрасли — рыболовство и рыбопереработка, земледелие, лесоводство, скотоводство, туризм. В Насва находится верфь «Saare-Yachts», на которой строятся круизные парусные яхты.

## Инфраструктура
На острове построена разветвлённая сеть дорог. Государству принадлежат 1088,4 км из всех 3158,4 км дорог, проложенных на острове. По состоянию на 2014 год, шестая часть из них — 516,3 км — асфальтирована, примерно столько же — 572,2 км — покрыто гравием. По автодороге 10 из Курессааре каждый день следуют маршрутные автобусы в Таллин, Пярну и Тарту. Морское сообщение с остальными островами и материком поддерживается через порты Мынту (с Вентспилсом в Латвии), Роомассааре (с островов Абрука и Рухну) и Трийги (с Сыру на Хийумаа). В Роомассааре находится единственный на острове аэропорт.

## Археология
В 2008 году у посёлка Салме был обнаружен корабль викингов, в котором находилось 7 скелетов. По данным радиоуглеродного анализа судно было построено в 650—700 годах. Через два года было обнаружено ещё одно парусное судно, гораздо больших размеров, условно называемое «Салме-2», имевшее 16 метров в длину и 3 метра в ширину, где находилось 33 скелета. Корабли Салме были расположены недалеко от древнего побережья на высоте примерно в 1,5 м над уровнем воды. Сейчас это 230 м от современной береговой линии и 4 м выше современного уровня воды. Предположительно, это может быть захоронение напавшего на Эстляндию уппсальского властелина Ингвара Высокого.

## Галерея

Остров Сааремаа
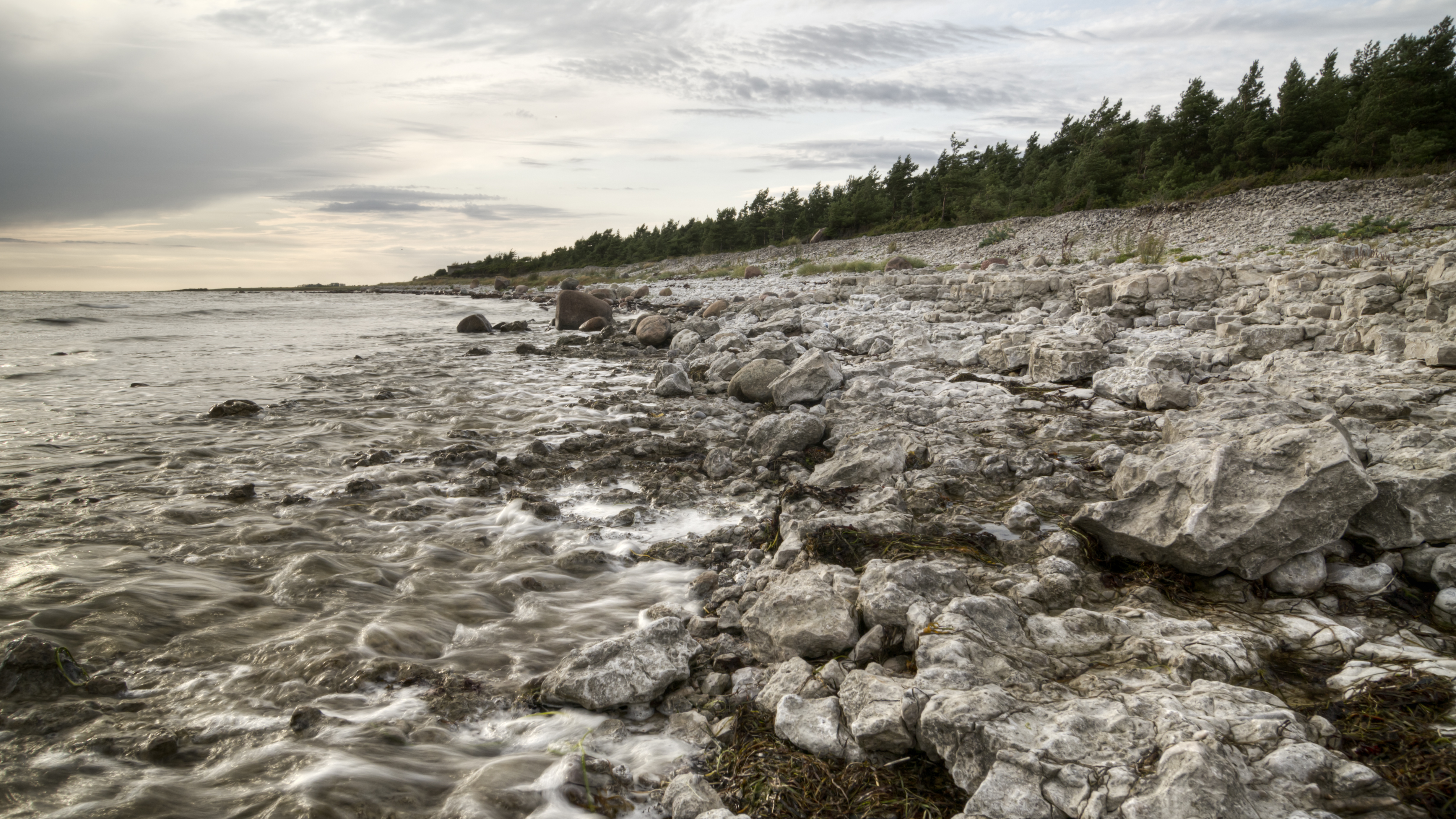
Глинт Катри
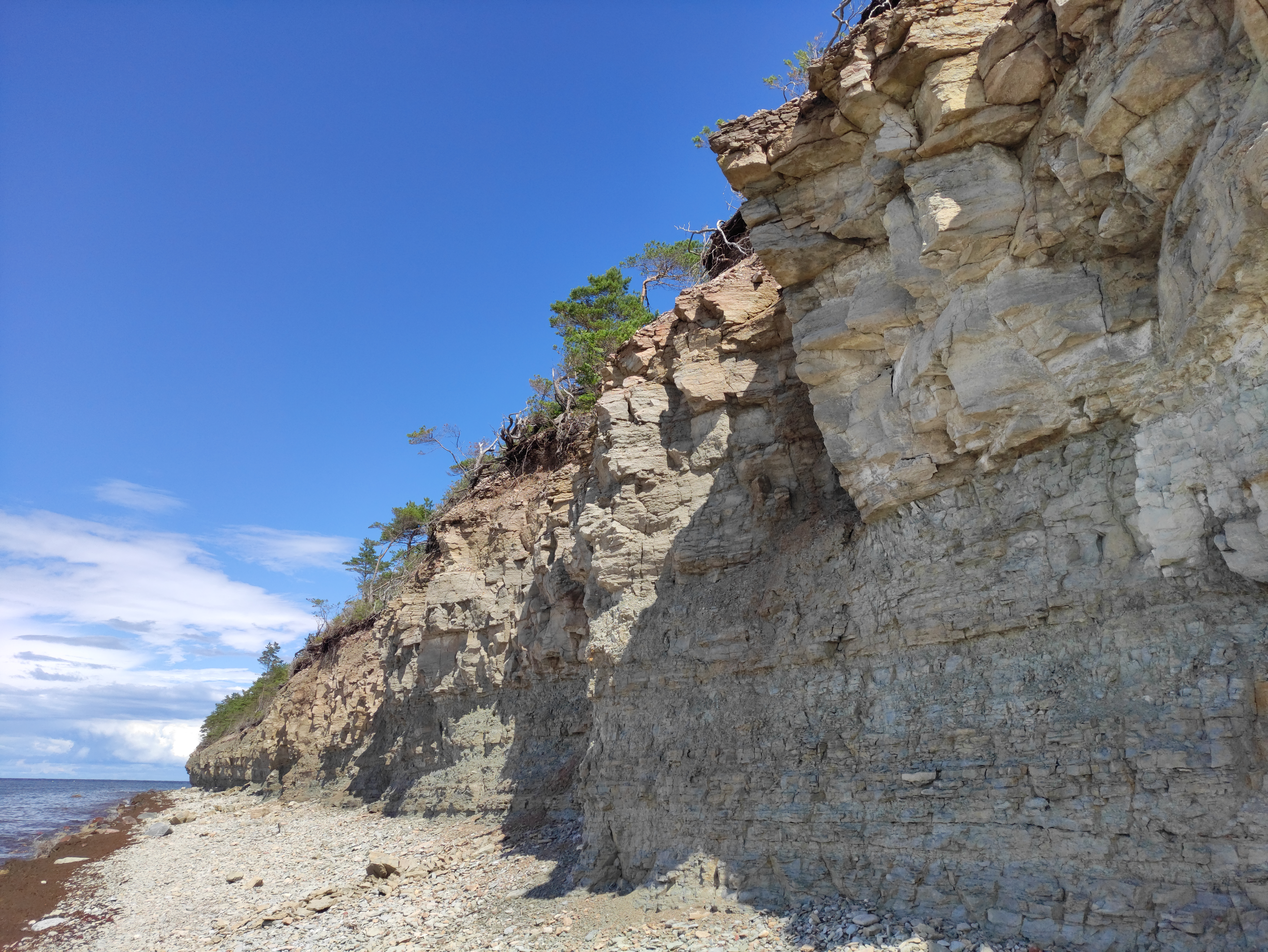
Мыс Панга
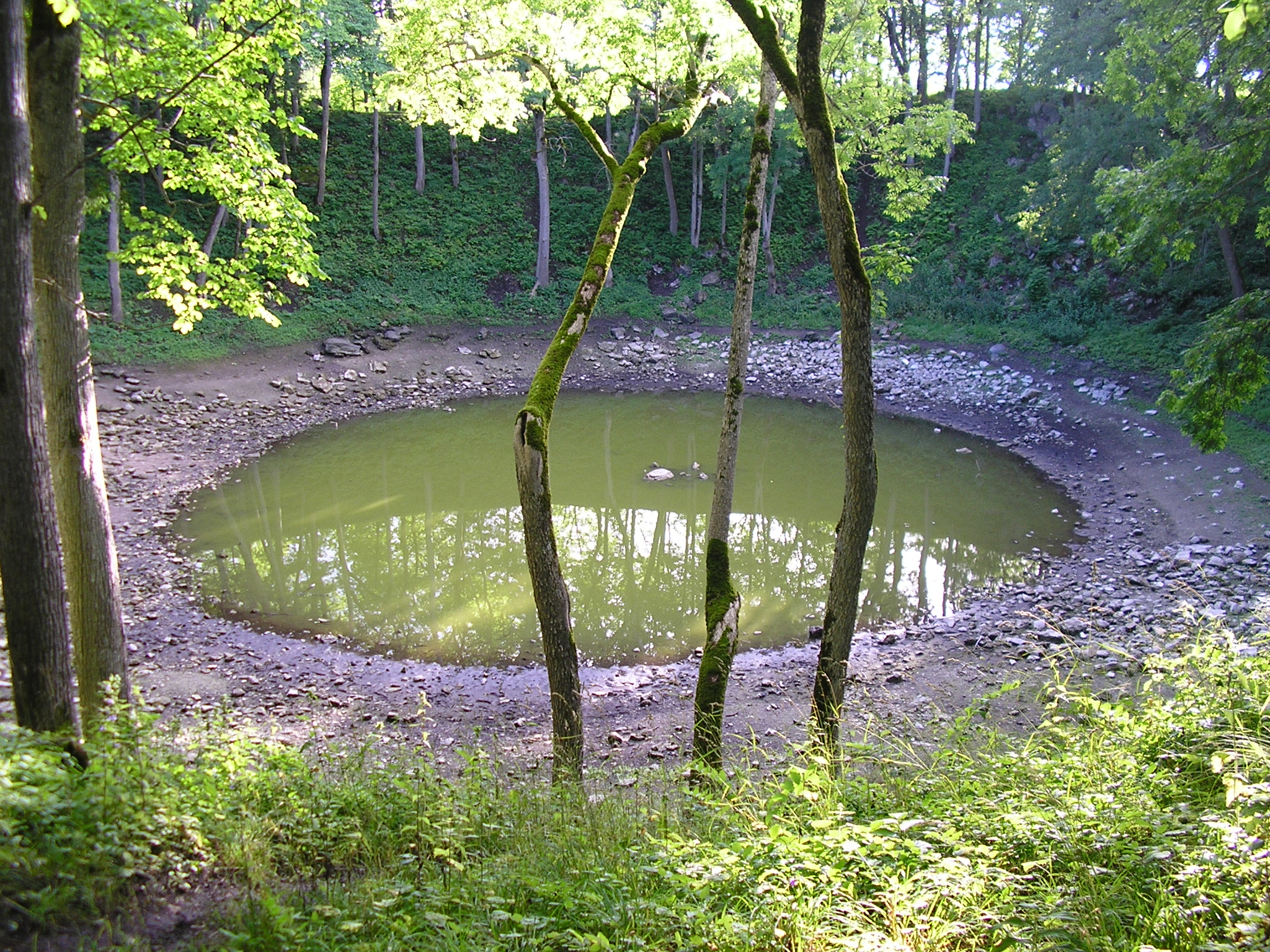
Метеоритный кратер Каали
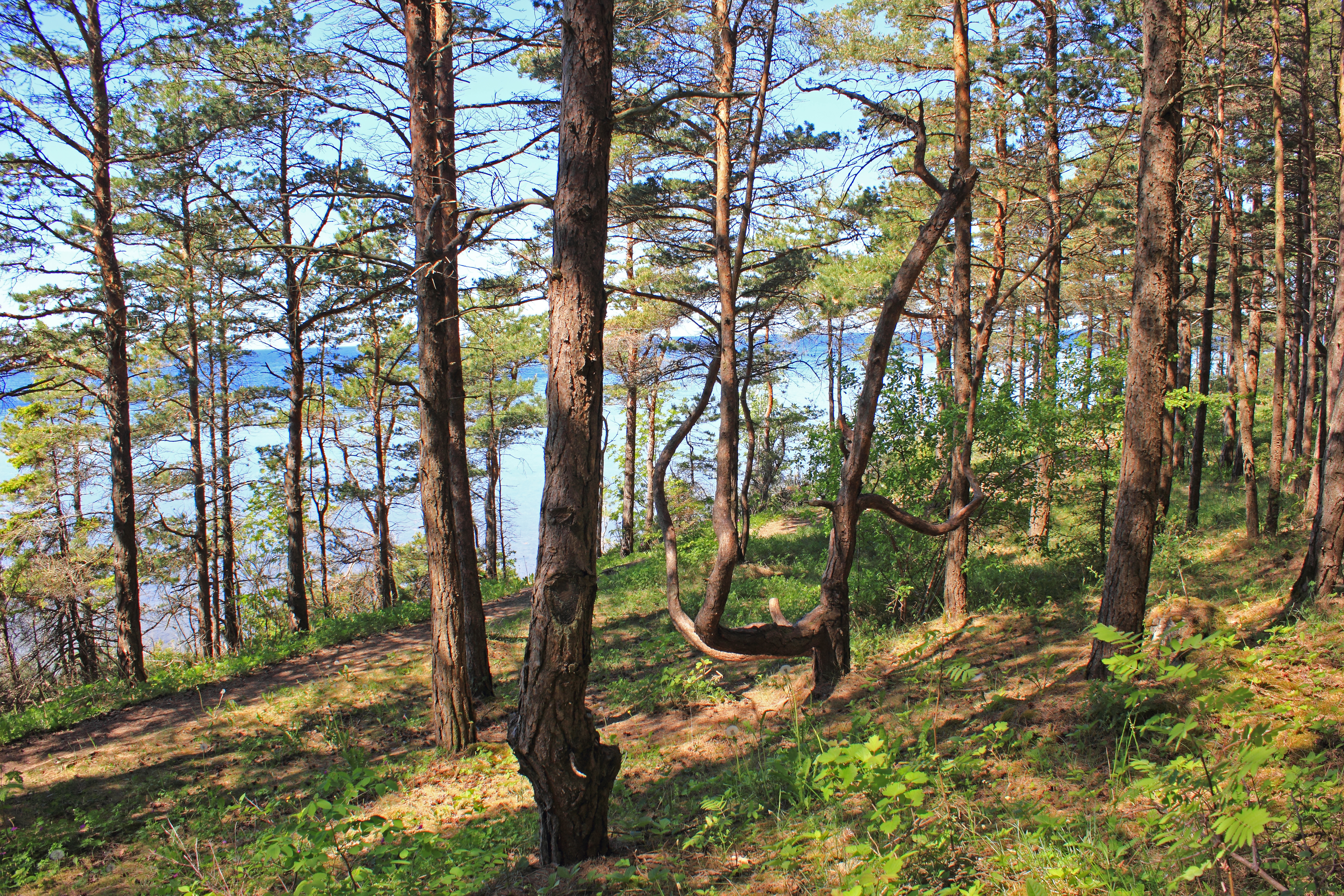
Лес на берегу моря
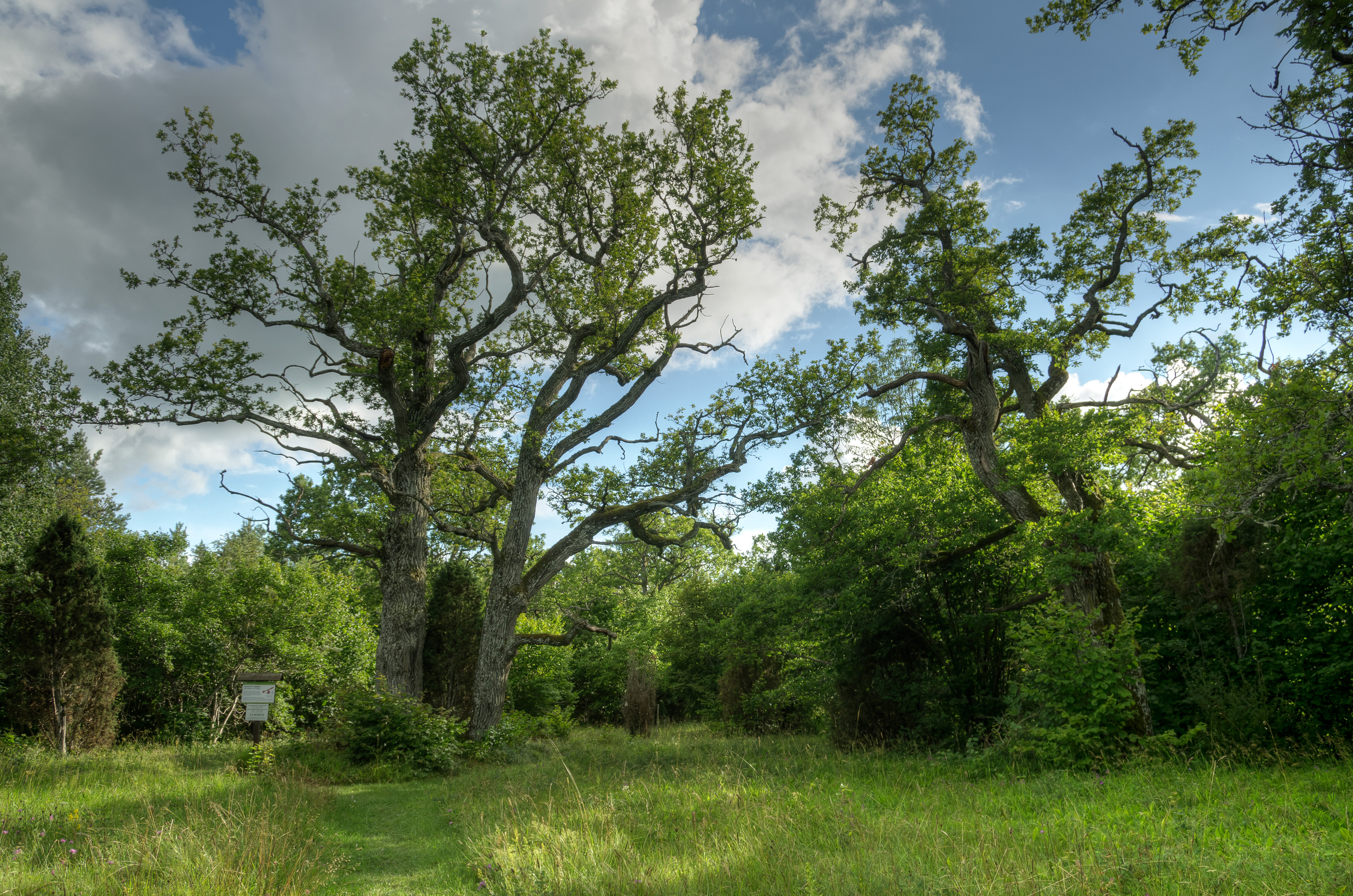
Дубрава Лооде
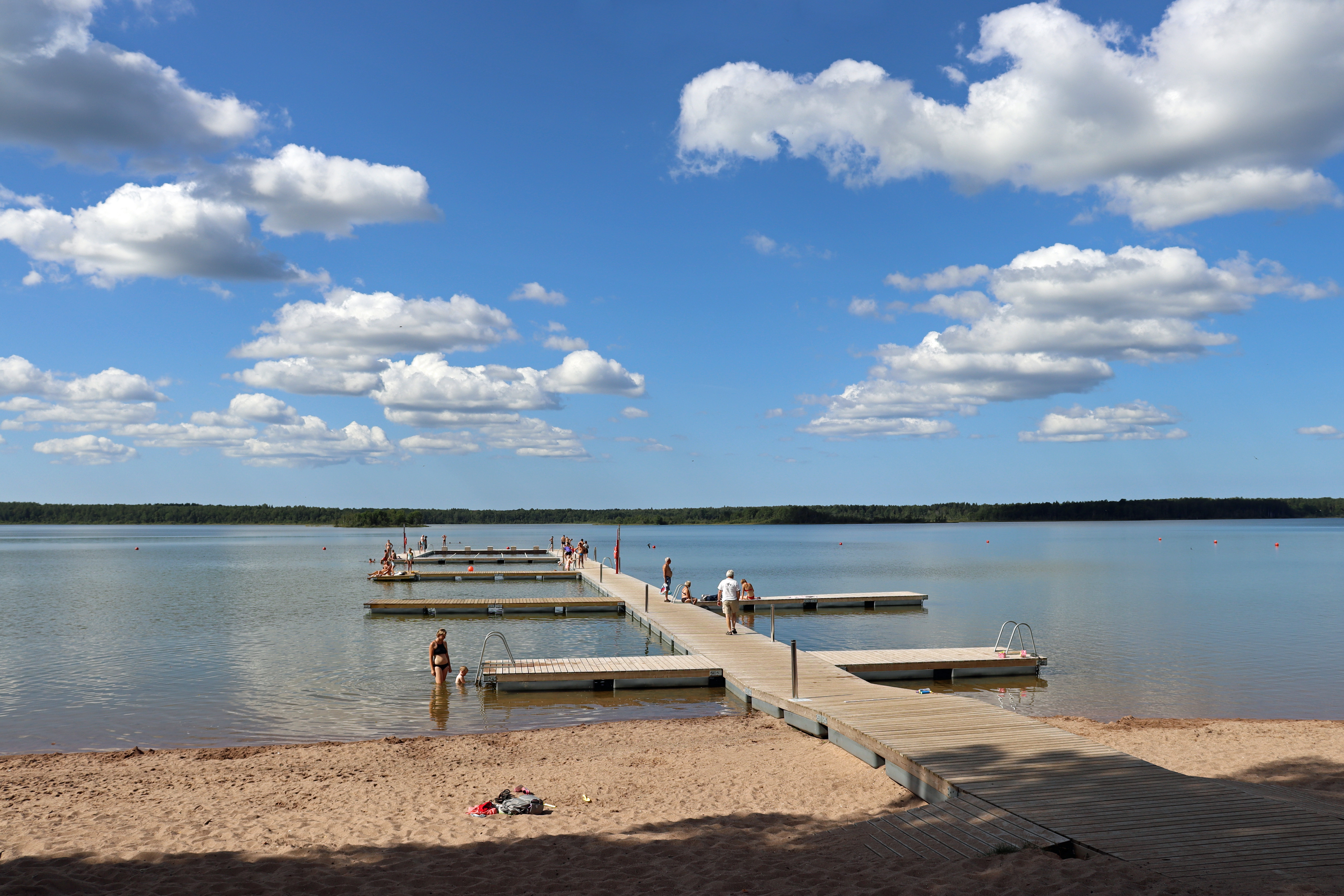
Озеро Каруярв
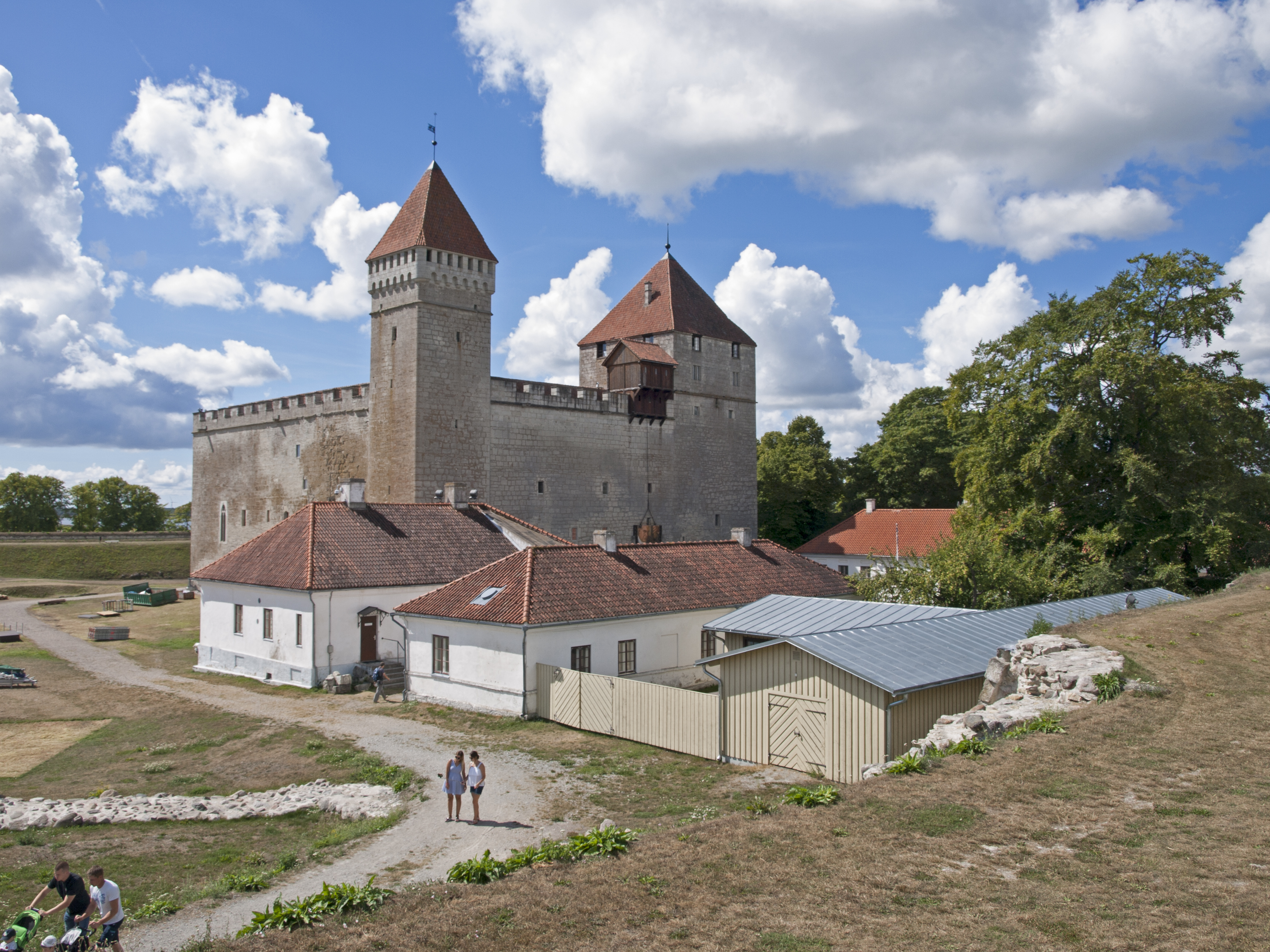
Епископский замок в Курессааре
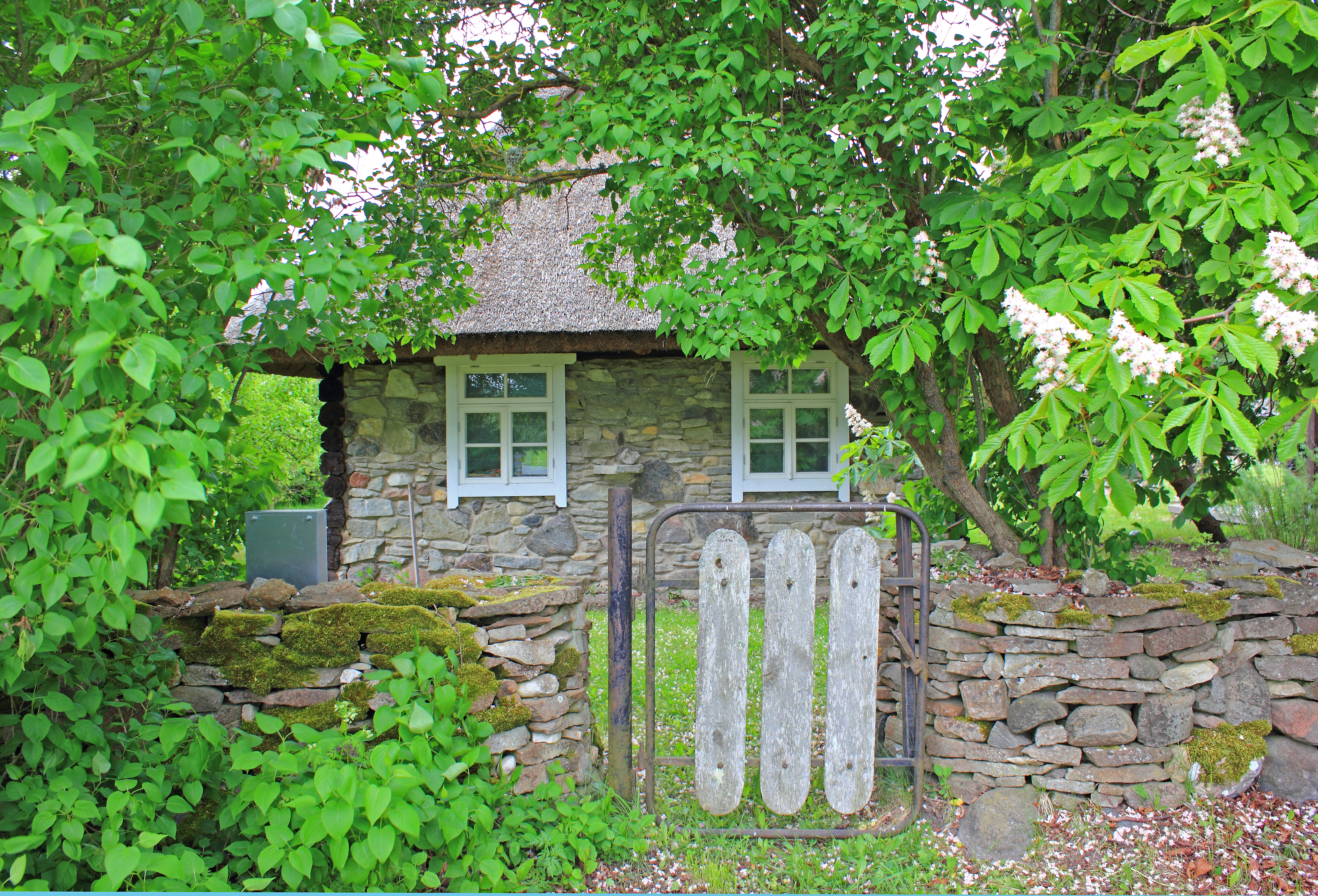
Старинный жилой дом
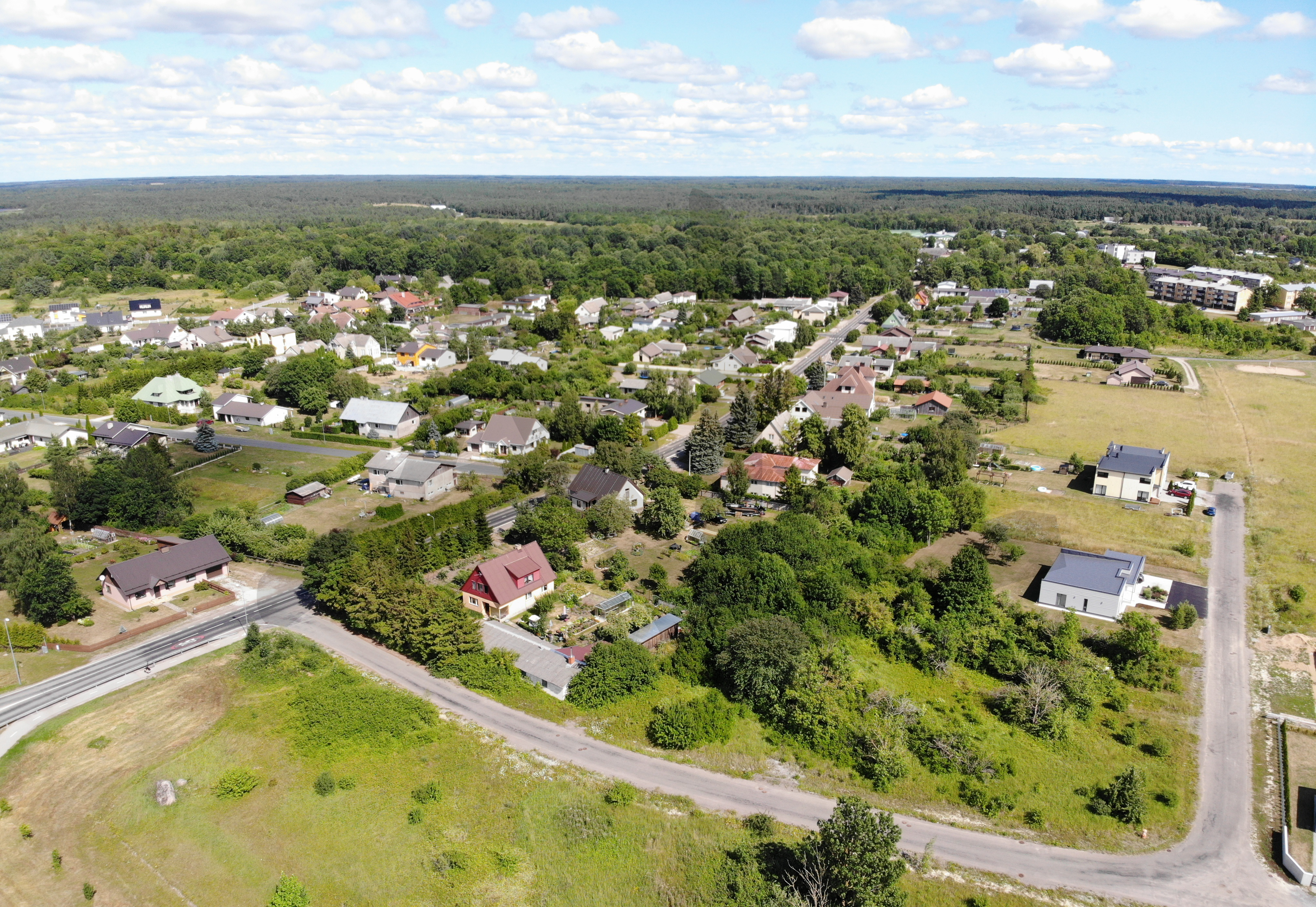
Посёлок Кудьяпе
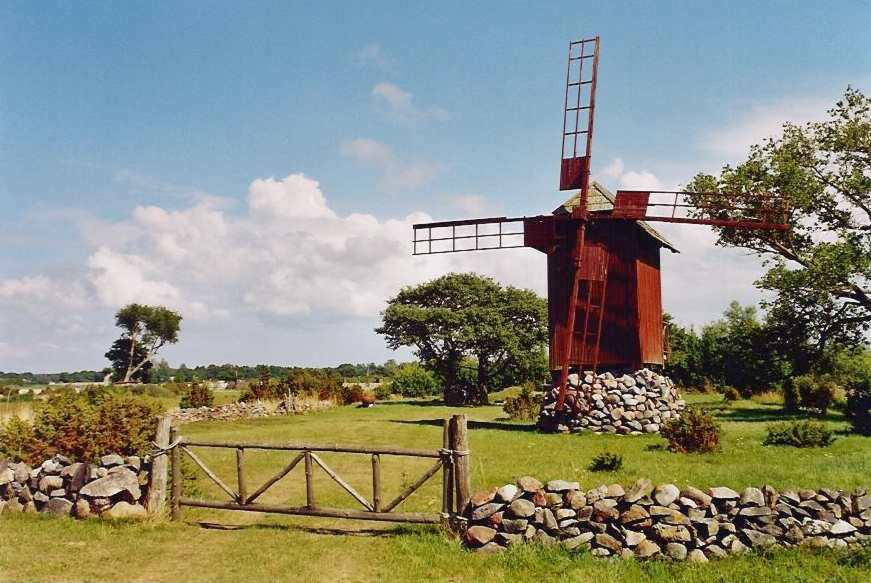
Ветряная мельница в Охессааре

## Комментарии
1. ↑  Эстонские топонимы, оканчивающиеся на -а, в русском языке не склоняются[14], а род получают по родовому слову, например, деревне присваивается женский род, хотя в эстонском языке нет категории рода.